# ハイドロニューマチック・サスペンション
ハイドロニューマチック・サスペンション（英: hydropneumatic suspension、仏: suspension hydropneumatique、シスパンシォン・イドロプヌマティーク）とは、エアスプリングと油圧シリンダーおよび油圧ポンプを組み合わせた自動車用サスペンション機構の一種で、エアサスペンションの一種である。和訳の油気圧式とも呼ばれる。
名称は、「水の」という意味を持つギリシア語ὑδρο-（hydro-）と「空気の」または「空気圧で動く」という意味のフランス語「pneumatique」を組み合わせたものであるということができる。なお、上記からわかるとおり、hydropneumatiqueは本来フランス語であり、フランス語での発音を音写すると、「イドロプヌマティク」となる。
サスペンションを構成する機構の一部であり、一般的な金属スプリングのサスペンションのスプリングとショックアブソーバーの部分に相当し、双方の機能を併せ持っている。また、一般的なエアサスペンションとは異なり、気体（窒素ガス）は最初から密封されており、純粋にスプリングの機能のみを果たし、その他の機能は油圧シリンダーが受け持っている。その油圧シリンダーに掛ける油圧を加減することにより、荷重の変化にかかわらず、車高を一定に保つことができ、車高の調整も可能であるが、そのためのポンプが必須である。
サスペンションのアームやリンクの配置とハイドロニューマチックとの組み合わせに特に決まりはなく、基本的には、どのような形式のサスペンションとも組み合わせ可能である。
フランスの自動車メーカーであるシトロエンが開発し、同社が製造する多くの乗用車と救急車のサスペンションに採用されたことで知られている（リアのみの採用例もある）。また、それに使われるポンプの油圧をブレーキやステアリングなど広範囲に応用したことでも知られている。
このほか、ロールス・ロイスやメルセデス・ベンツ、プジョーなども用いたことがあるが、主として後輪の車高調整用など、サスペンション部分のみが用いられることが多く、シトロエンのように広範囲に応用しているのはあまり例がない。
自動車用以外にも航空機の降着装置などにも用いられる。
異色の例としては、陸上自衛隊の74式戦車・90式戦車・10式戦車や、スウェーデンのStridsvagn 103(Strv.103)、韓国のK1・K2といった戦車のアクティブサスペンションが挙げられる。車体の前後・左右傾斜のほか上下昇降も可能であるが、90式は左右傾斜機能を持たないなど、詳細は車種によって異なる。主目的は地形に合わせた射撃姿勢を取ることであり、とくに主砲が車体に固定されているStrv.103では必須の機能である。

## 概要

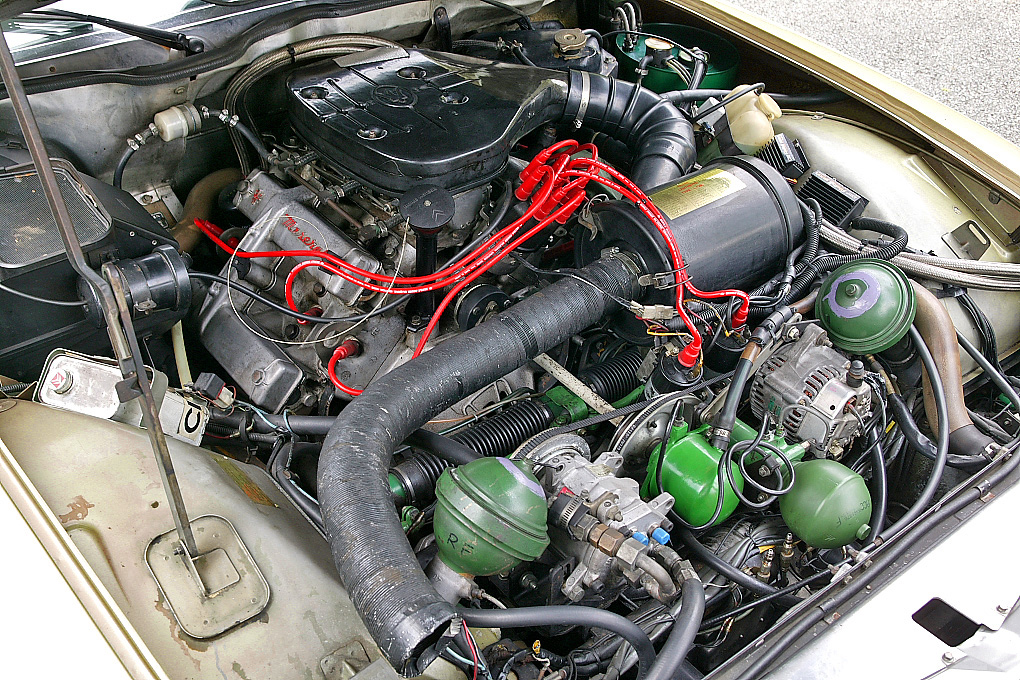
シトロエン・SMのエンジンルーム
左右のサスペンション上部にある緑の球体がスフェア
エンジンから延びるシャフトにつながっているのがオイルポンプ
中央右下の緑の球体がアキュムレーター（蓄圧器）
バルクヘッド前左側（写真では右奥）の緑の容器がオイルリザーバータンク

液体は複雑な経路（通路）の回路でも隅々まで流れる反面、高圧でも圧縮されない（体積が変わらない）ため、ロッドやリンクでは難しい自由な経路での力の伝達に向いている。パスカルの原理でも知られるとおり、伝える力の大きさを簡単に変えることができ、油圧装置は建設機械などの重機をはじめ、広く普及している。
また、回路の途中にオリフィス（絞り弁）を設けることで、液体が移動する際に抵抗が発生し、減衰力が得られる。
一方、気体は圧力をかけ続けると体積は際限なく縮小するが、それに比例して反発力も大きくなるため、密閉容器に閉じ込めると非常に優れたばね材となる。
この二者を組み合わせ、それぞれの性質を応用した機械がハイドロニューマチックシステムである。
これを初めて自動車に取り入れ、実用化したのはフランスの自動車メーカーであるシトロエンである。シトロエンの一技師であったポール・マジェス (en:Paul Magès 1908 - 1999) の20年に及ぶ研究と実験により、まず1954年にトラクシオン・アヴァン 15 Six のリアサスペンションに試験的に導入され、翌1955年に発表されたDSでは、根幹を成すシステムとして採用された。
DSでは、サスペンション、ブレーキブースター（倍力装置 = サーボ）、パワーステアリングにオイルポンプで発生させた油圧が用いられ、さらにセミオートマチックトランスミッションのクラッチ断続と変速動作（ギアセレクト）もその油圧で行う点が画期的であった。自動クラッチとギアセレクター以外は SM、CX、BX にも採用されたが、BX 以降のパワーステアリングは普通の油圧式になった。
サスペンションのみでの利用では、トラクシオン・アヴァン 15 Six、ID、H の救急車、SM、GS、GSA、CX、BX の例があり、XM では前後それぞれ3スフェア、2ダンパーのコンピュータ制御によるハイドラクティブサスペンションへと進化した（トラクシオン・アヴァンとHは後輪のみ）。
ハイドロニューマチック・サスペンションは、気体をばね力に、液体をダンパーおよび車体の支持に用いるもので、これをダブルウィッシュボーン、ストラットやトレーリングアームなど、さまざまなサスペンション形式と組み合わせることで、ハイドロニューマチックサスペンションとなる。
エアサスペンションとの違いは、ばねに加わる力が変化した場合、すなわち、アーム類がストローク（車高が変化）したときには液体の容積を増減して対応し、気体の出し入れは行われない。そのため、システムにエアコンプレッサーは不要であるが、車重を支えるための高圧オイルポンプが必要になる。
ハイドロニューマチック・システムでは、高圧オイルがサスペンションだけでなく、DSではギアセレクターとクラッチコントロール、ブレーキ、パワーステアリングに、SM、CXではブレーキ、パワーステアリングに使われている。なぜ高圧を用いるのかは、航空機の概念と同様、配管を含めシステム構成部品の全てを小型軽量化できるからである。
それらは全てパイプで繋がっており、エンジンの動力で高圧ポンプを動かし、アキュムレーター（蓄圧器）の基部のレギュレーター（調圧器）により油圧が制御されてアキュムレーター（写真参照）に蓄油されている。(140bar - 170bar)
油圧に関するトラブル時には、ブレーキ系を「優先」させるプライオリティー・バルブがあり、前輪ブレーキの油圧は残される合理的システム（フェイルセーフ）である。
後輪ブレーキには後輪のサスペンション油圧が使われる。従って、いかなる場合でもブレーキが作動しないことはなく、安全性は充分に保障されている。
作動油は、初期の植物性オイルであるLHS（ピンク色）とLHS2（茶色）から、鉱物性オイルのLHM（緑色）へ、さらに化学合成オイルのLDS（オレンジ色）と変遷している。
最初期のLHSはグリコール系のブレーキフルードと同等であり、現在もフランスの古いシトロエンオーナー達は、DOT-3のブレーキフルードにひまし油を加えてLHSを自作して使用している。

## 工作精度の歴史
高圧油圧システム（High-Pressure-Hydraulics）の構成部品には、全て高い工作精度を要求された。
最小の「クリアランス」、潤滑と可動性（油膜形成と動きやすさの度合い）に最も適した値は1μmであり、最大でもオイル漏れや効率低下をきたさないために3μm以内でなければならない。1955年当時としては絶望的な数値であった。現在でも普通の工作精度は、もう一桁下（10μm）である。
この1 - 3μmの精度を得るために、パリ郊外のアニエール（Asnieres）工場で、冶金術・工業化学・機械工学を動員した特別の工業生産がおこなわれた。
この歴史を年代を追って記すと以下のようになる。
- 1954年 - 15-Six-Hに初めて高圧油圧が導入された時には32μm以上にばらついていたので、ボアとピストンは32クラスもあった。言い換えれば、この「ばらつき」の内から公差1 - 3μmの範囲で「組み合わせ」を選び出して組み合わせていた。これでは大量生産はできない。
- 1955年 - DS19では、16クラスにまで下げられたが、まだまだ生産性は低いものだった。
- 1960年 - 6クラスにまで下げられたが、充分な生産性ではなかった。「この精度を要求する油圧部品」は多数あったからである。高圧ポンプを始め、ハイトコレクター、ギヤセレクター、ブレーキシリンダーと数え上げたらきりがなく、これらの生産数を考えてもDSの生産数は「限界にある」ことがわかる。
- 1961年 - この年になって初めて「全ての部品」が同一ミクロンで生産されるようになった。すなわち、もはや1クラスで生産されるので、製品を「測定して組み合わせる」必要はなくなった。35,000個/日、700,000個/月の製品が同じミクロンで造り続けられるようになった。

DS/IDシリーズが本当の意味で「大量生産車」になったのは1961年以降ということになる。
例えば、ハイトコレクターはスライド・バルブ：6,364μm - 6,365μm、ボア：6,366μm - 6,367μm の間で生産されている。従って、この組み合わせでは最大のクリアランスは 1 - 3μmになっている。この精度を保つには「製造許容度を 5/10 - 7/10 μm に上げねばならないし、最高の材料を選び、最適な熱処理のもとで製造されなければならない」

## 必要な物理学の法則
- 気体の容積と圧力との関係には、断熱膨張、圧縮ではボイル・シャルルの法則があるが、普通にはこれらが前後して行われるので、ボイルの法則 : PV=一定、が適用されている。すなわち、双曲線で図示される。この法則は「気体ばね」の受ける圧力(P)とその時の容積(V)に適用される。
- 液体は固体と同様に非圧縮性であるから力を伝達する。液体の圧力の伝達の法則としては、パスカルの原理があり、1か所に加えられた力は全ての部分で同一である。
- 圧力(P)と作用する面積(A)と力(F)には、F=PAの関係となる。これは、圧力が高ければアクチュエーターのサイズを小型にできることを示している。

これらの知識は「高等学校の物理」のレベルである。これを利用して、例えば、車重を1,200kgとすれば、1輪あたり平均300kgとなり、サスペンション・シリンダーの断面積を10平方cmとし、さらにサスペンションのテコ比が1: 3として、サスペンション・スフェアに掛かる油圧は90barになる。スフェア（球）の圧が50barとすれば、約1/2に圧縮されてバランスしている。(PV=constant)
このような計算から、必要な油圧値、サスペンション・スフェアの大きさ、初期圧が決められた。
このようにして車体を支えるための油圧値は170barにしたが、ブレーキ用には高過ぎて「そのままでは使えず」苦労している。
前後のブレーキ・バルブのシリンダーへの出力パイプを底部室に入れて背圧として「踏力」に対抗させた後、出力とループを作り「踏力」の2倍になる「圧力変換器」を形成して対応した。これを“The Secret of the Braking System”と呼ぶ。

## ハイドロニューマチック・サスペンション

### ハイドロニューマチック・サスペンションの動的作動

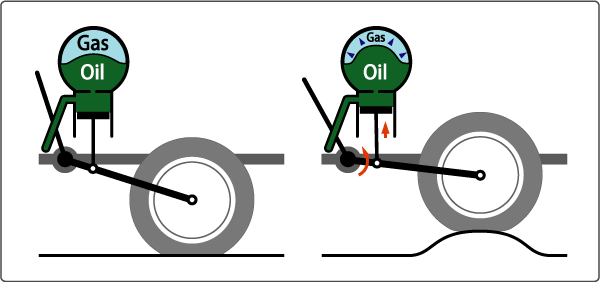
図1 ハイドロニューマチック・サスペンション動態図

路面上を走行している状態では、路面の状態により車輪は上下動をしている。この車輪の動きは図1に示すように路面の凸部での車輪の上昇はサスペンション・アームを上方に動かす。この動きはロッドを介してサスペンション・シリンダーに伝えられる。シリンダー内の作動油(オイル)はダンパーを通過してスフェアに入ってエアばね（GAS）を圧縮する。
路面の凹部における車輪の動きに対しては、エアばねは膨張してスフェア内のオイルはダンパーを通過してシリンダー側に出る。ダンパーはスフェアの基部にあり、その部分を通過してオイルが出入りする仕組みとなっている。
この作動は短時間内の車輪の速い動きの際の状態である。
約2秒以下では車高修正機能は働かないが、これは後述するハイトコレクターのダッシュ・ポットの作動によっている。

### ハイドロニューマチック・サスペンションの静的作動
気体の性質としてボイルの法則、フランスではマリオットの法則と呼ばれる。「一定温度下での気体の圧力と体積は反比例する」ので、気体を2分の1の体積まで圧縮すると圧力は2倍になる。すなわち「ばね力」も2倍になる。
その性質を車のサスペンションに利用したのがエアサスペンションで、人や荷物を積んだ時はばねレートが上がり、それらをおろすと元のばねレートに戻るので軟らかいばねレートを設定できる利点がある。この場合には積載時にエア容積は圧縮されてより硬いばねレートが得られるため、通常設定ではボトミング（底突き）することもない。

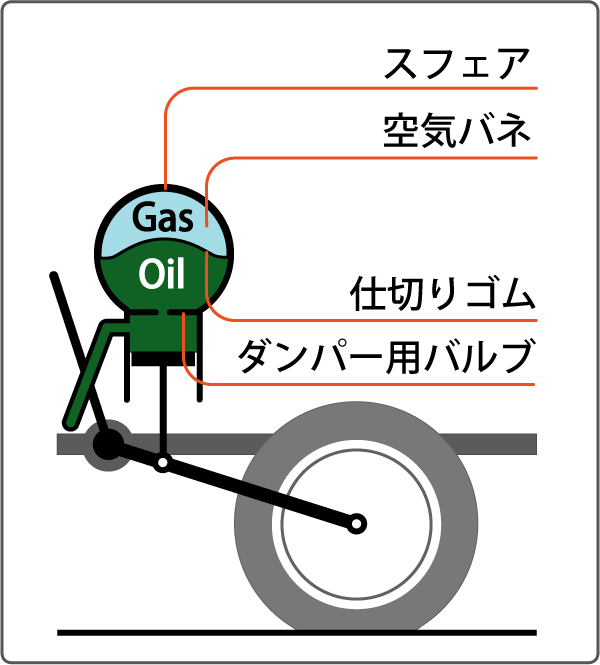
図2 ハイドロニューマチック・サスペンション概念図

ばねとダンパーは、スフェア（写真参照）と呼ばれる金属製のボールとそれに繋がるシリンダーで構成されている。
ダンパーはスフェアの基部にあり、その部分を通過してオイルが出入りする仕組みとなっている（ダンパーに付いては後述する）。
スフェアの内部はゴム膜で仕切られており、シリンダー側にはオイルが反対側には窒素ガスが封入されている。（図2参照）
窒素ガスがばね、オイルがロッドの働きをし、1つの車輪に対して1組のスフェア（球体）とサスペンション・シリンダーが配置される。
スフェア内の窒素ガスは密閉されているが、オイルは車高調整やばねレート調整の際に出入りできる構造になっている。
リザーバー・タンクに貯められたオイルは、高圧ポンプでアキュムレーター（蓄圧器）と呼ばれる高圧容器に送り込まれる。アキュムレーターの基部にあるレギュレータにより、この油圧が140 - 170barに保たれるよう制御される。
サスペンションではアキュムレーターで一定圧に保たれたオイルが、ハイトコレクター・バルブ（車高調整弁）、サスペンション・シリンダーの順にオイルラインで繋がっている。（図3、左参照）

### セルフレベリング・システム
負荷積載時に車体が沈み姿勢変化をした際には、それを補正するためにシリンダー内のオイル量を増加させて、常に車高を一定に制御するセルフレベリング機構を備えている。
その制御は前後に各1個ずつ配置されたハイトコレクター・バルブで行われる。
各ハイトコレクター・バルブには左右のサスペンション・シリンダーからのオイルライン1本とアキュムレーターからのオイルライン1本、リザーバー・タンクに帰るオイルライン1本の計3本が繋がれた3方向スライドバルブである。
ハイドロニューマチック・サスペンションでは、純粋に機械的なもので前後共にサスペンション・アーム軸にあるアンチロール・バーの捻じれの平均値である中央部の変位を、DSでは前後共に「左側ボディー」に固定されたハイトコレクターのスライド・バルブに1m近い長さのロッドで伝えている。
実に「おおざっぱ」であるが、これで充分に機能していることが重要であり、ハイドロニューマチック・サスペンションでは反応時間を意図的に遅らせる装置ダッシュポットをハイトコレクター内部に持っている。
サスペンション・シリンダーに出入りする油圧を3方向バルブで制御する際に、ニュートラル・ポジションから変位する（上下させる）際には、スライド・バルブを動かして供給するのだが、この際には自由にオイルが移動する方のパイプを閉ざしてしまい、ダッシュポットを無理に通過させるのでサスペンション・シリンダーへの油圧供給を始めるのが遅くなる。
ニュートラル・ポジションに戻る際には、内部の自由にオイルが移動できる方のパイプが開いているので、車高の修正は速やかである。
正常位置から上下に変位する場合には「反応は遅く」、戻る時には速やかになる。
路面変化に追従して車高が速やかに変位していると、時間の遅れは必ずあるので、逆に逆にとなるからであり、短時間の変位は無視するのが正しい。
この条件は「機械式であろうと」、「電子式であろうと」同じである。
ダッシュポットの構造は、中心に0.3mm径の孔がある5.8mm径の円盤(FOIL-WASHER)8枚から成る。
ハイト・コレクターは全車種に共通なので流用が出来るし、この装置の故障はほとんどない。
手動車高調整時の作動
手動車高調整は運転席のレバーによって行われる。
車高調整のレベル幅は車種のシリンダー設計によって異なるが、その作動方式には差はない。
最高位置（MAX）と最低位置（MIN）との高さの違いはDSでは9cm - 28cmと最大である。従って、この間にはNormalからMAXまでは3段階あるが、GSでは2段階になっている。
運転席からの手動操作用の長いロッドは各ハイトコレクターのスライド・バルブを動かし、それぞれの決められた車高位置でシリンダー長の修正が完了するように設定されている。このため、手動による操作は、同時にアンチロールバーによる作動と連動する。
これは、図3の右側上図2枚で"Load"とは関係のないものと見た作動に一致する。手動による車高変化では、ばねレートには変化は生じないし、車高が変わった位置でセルフ・レベリングは行われる。
ここでMIN位置はサスペンション・シリンダーの油圧が0の状態であるが、MAX位置では最大油圧(170bar)がスフェアに掛かるので、最も圧縮された状態になるから「その状態を続ける」のはスフェアの寿命を著しく短くするのでタイヤ交換時以外には推薦されない。
荷重変動時の作動

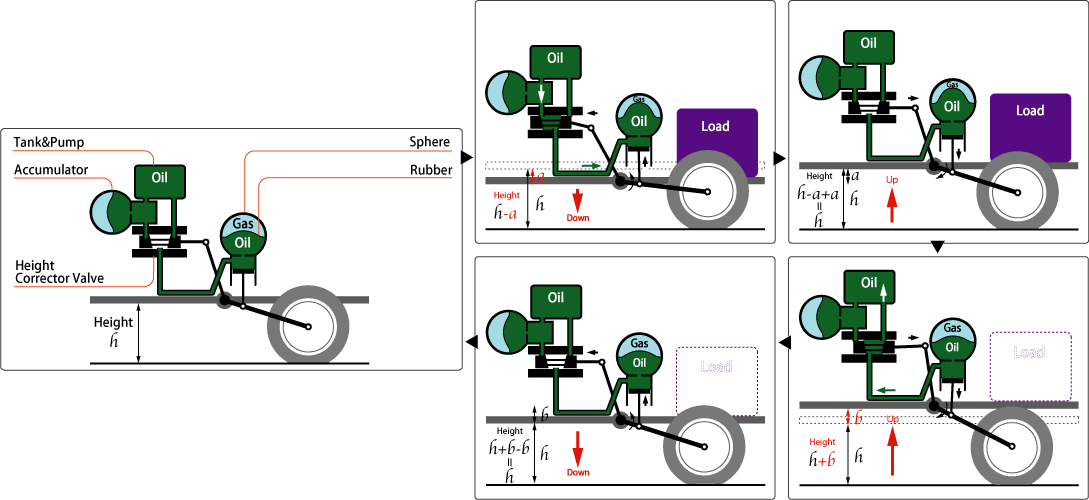
図3 ハイドロニューマチック・サスペンション概念図 (荷重変動時)

通常走行時ハイトコレクターバルブは閉まっているが、荷物を積むなどして車高が下がるとバルブが押され、サスペンション・シリンダーがアキュムレーターオイルラインと繋がり、アキュムレーター側は高圧であるのでサスペンション・シリンダー側にオイルが流れ込む、オイルが流れ込むと車高が修正され、それにともない押されたバルブも元に戻りオイルの供給は止まる。（図3、右上参照）
荷物を降ろすと今度は車高が上がり先ほどとは逆にバルブが引っ張られて、サスペンション・シリンダーがリザーブタンクオイルラインと繋がり、圧力の掛かっていないリザーバータンクにオイルが戻る。オイルが戻ると車高が下がり引っ張られたバルブも元に戻る。（図3、右下参照）
ここで重要なことは、前後のハイト・コレクターは独立しているが、左右のサスペンション・シリンダー、すなわち左右輪は1本のオイルラインによって連結されているので、左右関連している点である。
この左右のサスペンション・シリンダーが油圧配管を共有しているから、第3のスフェアと2つのダンパーを追加し、センサーからの情報をコンピュータ制御して関連を増強したり、独立させたりしたハイドラクティブ・サスペンションが生まれた。
ハイドロニューマチック・サスペンションでは、電気的なセンサーを使わず機械的変化で各装置を制御することが特徴となっている。

### スフェアとダンパー
サスペンション・スフェア
ハイドロニューマチック・シトロエンのエンジン・ルームで目に付く緑色の鉄球（LHM使用の場合の色であり、LHS使用の車では黒色）であり、DS,ID,SMでは古いタイプの分解式（ - 1973年）、その後の年式とGS以降のモデルでは溶接式になる(1970 -)。
- 分解式（separeted-type）では、ネジ式で上下半球に2分割できる。上下の2室に分ける合成ゴム製のダイアフラムとダンパーから成る。このダイアフラムの材質はUREPANまたはDESMOPANという合成ゴムである(Relations Publiques Citroen: BX-Technical Description)。

このタイプではダイアフラムが破損した場合には、分解してダイアフラムを交換して再組み立て後、頭頂部のネジ孔から窒素ガスを充填して、何度でも再使用できる。多くの場合にはダンパーが分離できるタイプである。
- 溶接式(welded-type)では球部と頚部を溶接したもので、ダイアフラムは交換出来ないがダイアフラム自体が3 - 5mmほどの厚みがあり破損することはない。頭頂部にガス注入弁を新設して再使用することができる。このタイプではダンパーは一体型である。
- メイン・アキウムレーターとブレーキ・アキウムレーターはダンパーがない以外は「共通の構造」である。

容積と圧力:非常に高圧であるから、取り扱いには特別の注意が必要である。正に爆弾と呼ばれる危険物である。
分解式では容積は400ccである。
溶接式ではGSは400cc.前:55bar.後:35bar, BXは400cc:前:65bar,後:500cc:55bar,CXでは500cc:前:75bar,後:40barであるが、Breakでは後は、BX:500cc,DS,CX:700ccと容積の増加になっている。
この事より、サスペンション・ユニットの受け持つ荷重は基本的には重量増加に対しては、圧力と容積の増加により対応し、荷重変化の増大にたいしては、圧ではなくて容積の増加で対応していると考えられる。
この問題に付いてはシトロエン広報では何も公表していない。
ブレックのリヤ・サスペンションの場合を考えてみると、荷重変化が大きいのでサスペンション・シリンダーの増大と共に、作動油の増加が必要であり、スフェアの容積の増加もそれに伴うだろう。
- 手元にあるCXのスフェアを計測してみると、直径100mm,重量2kg,サスペンション・シリンダーにねじ込む「首部分」の径35mm、ダンパー円盤の径が21mmである。スフェアの基本サイズは共通であり、容積の増加は縦方向に「楕円」になる。スフェアの壁断面の厚みは約5mm、ダイアフラムの厚みは約3mmである。

ダンパー・バルブ
一体型（integral-type）と分離型（removeable-type）がある。
この区別はスフェアとは必ずしも一致しない。
ハイドロニューマチック・サスペンションの最も重要な特徴は、その高圧油圧系にダンパーを取り込んでいることである。サスペンション球の基部にあるダンパー・バルブはスフェアとシリンダーとの間にあって、オイルのスフェアへの出入りを調整している。
シトロエン社の資料には、ダンパー本体の直径27mm、厚さ13mmで中央に「常に開口している」小孔（1.5 - 1.8mm）と、周囲のリング状ばね弁により開度を調整される孔が4個ある。
中央の小孔はLHMの粘度により決められた20cm/秒以下の車輪の遅い動きに対しては、オイルが自由に出入りできる径になっている。
それ以上に速い動きに対しては、周囲のばね弁を押し開いて本体周囲の孔から移動する。
DSの古い形のダンパーは取り外せるタイプ（removeable-type）である。
丁度「こまのような形状」でリング状ばね弁が年式により厚さと枚数が違っている。これらのばね弁は本体を上下に挟んでボルトとナットで組み立てられている。分解してばね弁を自由に調整出来るが、中古車の場合には、指定のダンパーに組み立てられているかを確認する必要がある。
- 1955 - 1962年では、バイパス・ホールがなかったので0.03mmの薄いリング弁(Sim)があった。
- 1963 - 1965年では、バイパス・ホールが周辺部に出来たので、前が0.2mmと0.3mm、後が0.3mmが2枚である。ばね弁の合計は「突き上げ側」に強い。
- 1966 - 1975年では、それぞれ0.05mmほど強化されている。動力性能向上の結果である。1973年式以降は一体型である。

## ブレーキ
前輪ブレーキ系とプライオリティー・バルブ
- DSの最初期には前後のブレーキ専用のブレーキ・アキュウムレーターがあったが、数年内に改良された。前後のブレーキ回路は独立しており、前のブレーキ・アキウムレーターは常に他の油圧回路よりも優先されている。
- SM,CX,BXではメイン・アキウムレーターから出た油圧配管は直後に、プライオリティー・バルブ（セキュリティー・バルブ）に接続される。

このバルブには前ブレーキ回路、前後サスペンション回路が接続されており、油圧が80 - 100bar以下に下がると油圧警告灯が点灯し、下部のスプリングによって前ブレーキ回路以外はカットされて前ブレーキ油圧が守られる。
それ以外にも前サスペンションの油圧はブレーキ・アキウムレーターに接続されている。この理由は制動時には前のサスペンション油圧が上昇するから、高い油圧を「逆止弁付」ブレーキ・アキウムレーターに送るのである。
後輪ブレーキ圧の分配装置
この装置が装備されているのはDS、SMのみで、その他のタイプには後のGSに装備された前、後の回路のバルブが縦に並んでいる。
この装置は後輪のサスペンション油圧が接続されたシリンダーによって、ブレーキ・ペタルの支点をローラー移動して、並列した（横に並んだ）前後のブレーキ・シリンダーを押す力と時間を変化させるもので、DS、SMにだけ装備された。
シトロエンは後輪ブレーキは後輪荷重によるが、その上に後輪油圧によって「支点を移動」させて、一層後輪のロックを防ぐための装置を追加した。それも敢えて上級モデルにのみに装備し、下級モデルと差別を付けた。
ハイドロニューマチック搭載車の多くでは、ブレーキ系の制御にもこの油圧システムが使われている。作動油としてはブレーキフルードの代わりにLHS（〜LDS）を使用している。

## サスペンション形式との関係
- 前輪に付いては、30年以上前にはフロントのサスペンション形式について議論が盛んであったが、今日ではダブルウィッシュボーン（鳥の鎖骨形状の上下）の片側が省略されたものと決着が付いている。

DS と SM では同一部品を使っているが、DS では前側がなく、SMでは逆になっているので、DSでは（2CV も同じ）強い衝撃を前輪に受けるとアームが開いてしまうことが希にある。
サスペンションは前後共に左右関連があるが（同一のフィードライン接続）、これではロールを抑える働きはないことから、この配管の内部にはワイヤーが入っており、管内の流体の抵抗を増加させていると記載されている(HOW CITROEN;J.P.CHASSIN)。
私自身 DS のパイプ内部を点検していないが、ロールであると配管のインピーダンスは直流に近いので→0 になり、その有効性は疑問になる。次に、これは広報誌(Le DoubleChevron.No:10)に記載されているが、全長に比して世界最大である前輪のワイド・トレッドはアンチ・ロール性の為である。
- BXの前輪からサスペンション形式が「ストラット」に変わったので、サスペンション・シリンダーも新しく設計されて、その径も1/3程に細長くなった。結果としてシリンダーとピストンの接する面積が増加し、オイル漏れは減少した。全体の長さの増加によりエンジン・ルームに納まらないので、頚を倒してスフェアは下向きになった。この方式は以降の車種にも受け継がれた。
- C5の紹介記事に「驚くほど広い荷室が現れる。通常の金属ばねを使ったサスペンションではないので、側壁に余計な出っ張りがないのがきいている」（原文のまま）と記載してあるが、ばねの質の問題ではなくてサスペンション形式の問題である。

## ボーイング747のランディングギヤ・ストラット
ジェット旅客機ボーイング747のランディングギア・ストラットは「エア・オイル・タイプ」であるが、ダイアフラムの無い典型的シリンダー型であり、ハイドロニューマチック・サスペンションのようなダイアフラムのあるブラダ型では無い。
全オイル量は80リットルあり、下端のオイル注入孔からストラット頂部の空気注入孔から鉱油があふれるまで入れる。この時の内筒の長さは最短である。そこで頂部空気注入孔からエアを2,000 psi (140 bar)になるまで注入する。この方式はエア・ばねの典型的構造で、ダンパーを持つ。
圧力ゲージがあり750 - 1,750 psiの測定範囲で、ストラットの双曲線グラフの指定範囲内になるよう携帯式窒素ガスボンベで離着陸の都度注入調整する。
747の操縦系統は4系統あり、それぞれ独立しているので、作動油の全量は680リットルある。さらにリザーバータンクも巨大であり、高空での気泡化を防止するために2 - 3気圧に加圧されている。
高圧ポンプはシリンダーとピストンが常に回転し、斜板の角度を変える「可変容量型ポンプ」であり出力0 - 160リットル/分であり、アキュムレターを持たない。
他の形式のエア・オイル式サスペンション・ストラットを参考に紹介した。(B-747:Training-Manual,1984)

## ハイドラクティブ（イドラクティヴ）・サスペンション
基本的にはハイドロニューマチックサスペンションの左右が関連している点を利用して、前後の各中央に1スフェアと2ダンパーを追加して、各輪を1ユニット(スフェア、ダンパーとシリンダー)に独立させた「ハード・モード」と2ダンパーを介して関連した3スフェア構成の「ソフト・モード」の2サスペンション・モードを選択できる方式に改良した。
この画期的な方式は、1つの車が、2つの「硬軟サスペンション」を持ち、且つ瞬時にこれらを切り替えられることを意味する。
これらの選択は下記各部センサーからの情報を中央コンピューターにより制御すると共に、手動でも切り替えができる。
センサーには、ハンドルの切れ角・回転速度、アクセル開度・開閉速度、ブレーキ圧、車速、車の揺れを感知し、その情報をもとにコンピュータがオイルバルブを開閉して制御する。
その後、ハイドラクティブII、ハイドラクティブIII、ハイドラクティブIII+（プラス）と変化する。
ハイドラクティブIIIでは、サスペンション系とハンドル、ブレーキ系のオイル経路を完全に分離。また、車速や路面状況に応じて車高の自動制御も行われる。
ハイドラクティブIII にはハイドラクティブIIIとハイドラクティブIII+ が存在する。
ハイドラクティブIIIではハイドロニューマチックと同様サスペンション・スフェアは4個である。
ハイドラクティブIII+はハイドラクティブI や IIと同様前後に一つずつの追加スフィアを持ち硬軟
モードの切り替えも自動で行う。硬軟切り替えのタイミングは "SPORT" ボタンで選択が可能である。
初代C5において、III及びIII+はエンジンにより組み合わせが決められている。ガソリンエンジンの2.0モデルは前期型ではIII+であったが後期型ではIIIに変更された。

## プジョーとハイドロ
シトロエンとプジョーの業務提携によってPSA・プジョーシトロエンが発足すると、シトロエンとプジョーはOEMの関係になる。そのためスプリングも共有されることになり、当初企画されていたBX（プジョー・405とプラットフォームを共有）はシトロエン側の開発構想を押しつぶす形で金属ばねのサスペンションとされ、これによりシトロエンのハイドロニューマチックは終止符を打つ予定だった。
しかし、提携当初から両社の方向性に違いを感じていたシトロエン側の技術者および地域ディーラーがPSAグループに猛抗議した結果、BXのサスペンションは当初の企画通りハイドロニューマチックが採用される運びとなった。

## 近年の動向
2017年（日本では2015年）のC5の販売終了をもって、シトロエンのラインナップからハイドロニューマチックサスペンションおよびハイドラクティブサスペンションを搭載した車両が消滅した。シトロエンによれば、今後ハイドロニューマチックサスペンションやハイドラクティブサスペンションを搭載した車両を製造する計画はないという。
しかし、今までのハイドロに代わるサスペンションとして電気式サスペンションが開発されている。また、2017年上海モーターショーで発表された新型C5エアクロスには、次世代ハイドロとも目される「プログレッシブ・ハイドロリック・クッション（PHC）」が搭載されることが明らかにされたほか、2018年発売のC4カクタスにもPHC搭載モデルが用意された。ただしPHCは、あくまで既存のダンパー技術の延長線上で開発されたものであることに加え、従来のハイドロにあった車高維持・姿勢制御機能を持たないことから、「（PHCは）ハイドロの正統後継技術とは呼べない」との意見もある。

## 年表

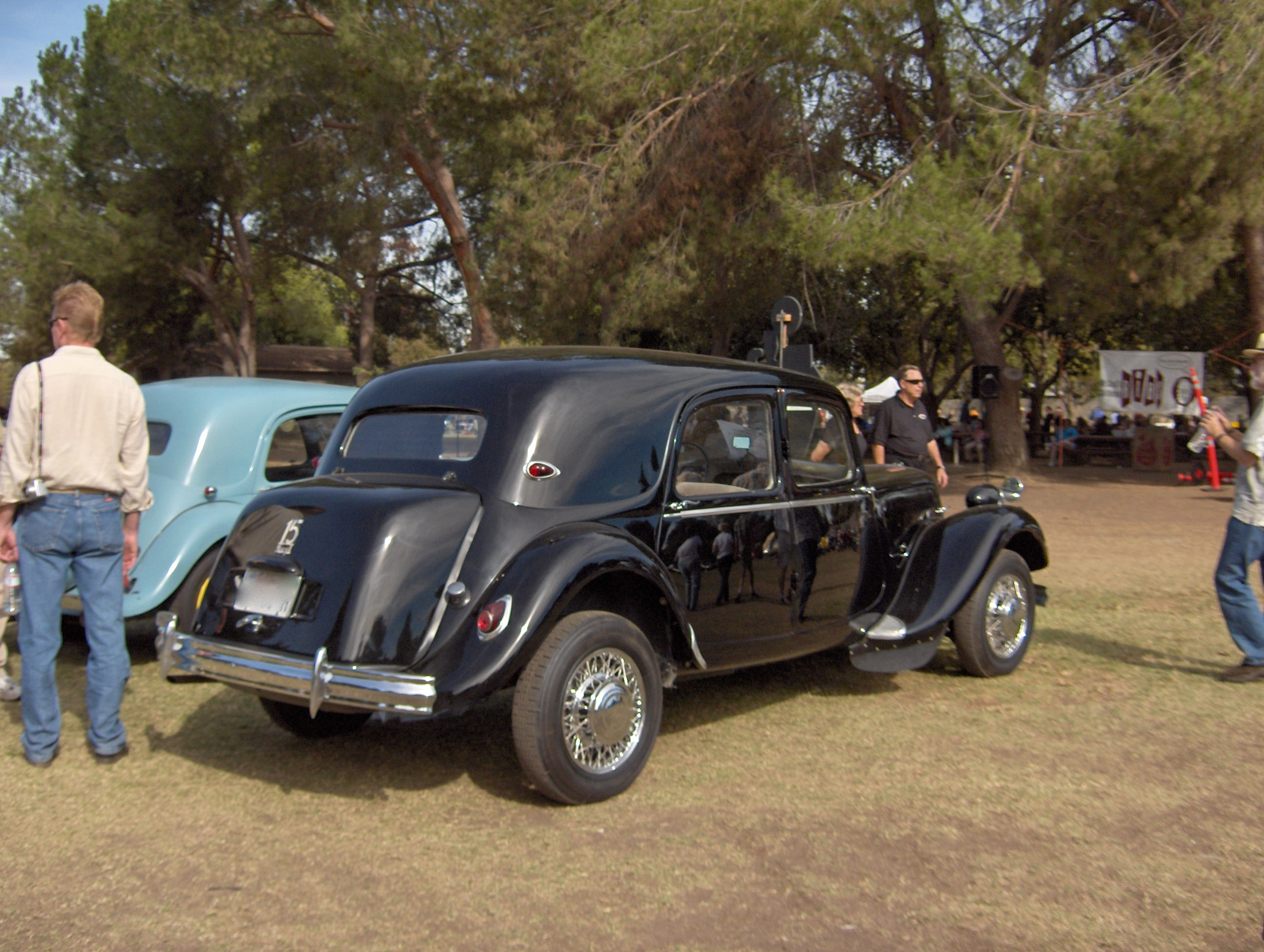
トラクシオン・アヴァン:15SIX-H:リア・サスペンション(車高を上げた状態)

- 1954年 - シトロエン15-SIX Hのリアサスペンションとして採用。
- 1955年 - シトロエン・DSの制御システムとして全面的に採用。
- 1956年 - シトロエン・DSの廉価版IDのサスペンションとして採用。
- 1970年 - シトロエン・SMの制御システムとして採用。
- 1970年 - シトロエン・GSの制御システムとして採用。
- 1974年 - シトロエン・CXの制御システムとして採用。
- 1982年 - シトロエン・BXの制御システムとして採用。
- 1989年 - プジョー・405Mi16x4およびGRx4のリアサスペンションのばねと車高調整に採用。これらのオイルポンプは電動式である。
- 1989年 - シトロエン・XMの制御システムとして電子制御型ハイドロニューマチックであるハイドラクティブを採用。
- 1993年 - シトロエン・エグザンティアの制御システムとしてハイドラクティブIIを上級グレードに採用。
- 2000年 - シトロエン・C5のサスペンションとしてハイドラクティブIII および III+ を採用。サスペンション以外の制御を切り離した。Citroen Japonのウェブページでは両者をハイドラクティブIII と記載。
- 2005年 - シトロエン・C6の電子制御スプリングおよびダンピングシステムとしてハイドラクティブIII+を採用。

## 関連事項
- fr:Suspension oléopneumatique「油圧-空圧サスペンション」（フランス語）